# Sophie Adlersparre (artiste peintre)
Pour les articles homonymes, voir Sophie Adlersparre (homonymie) et Adlersparre.

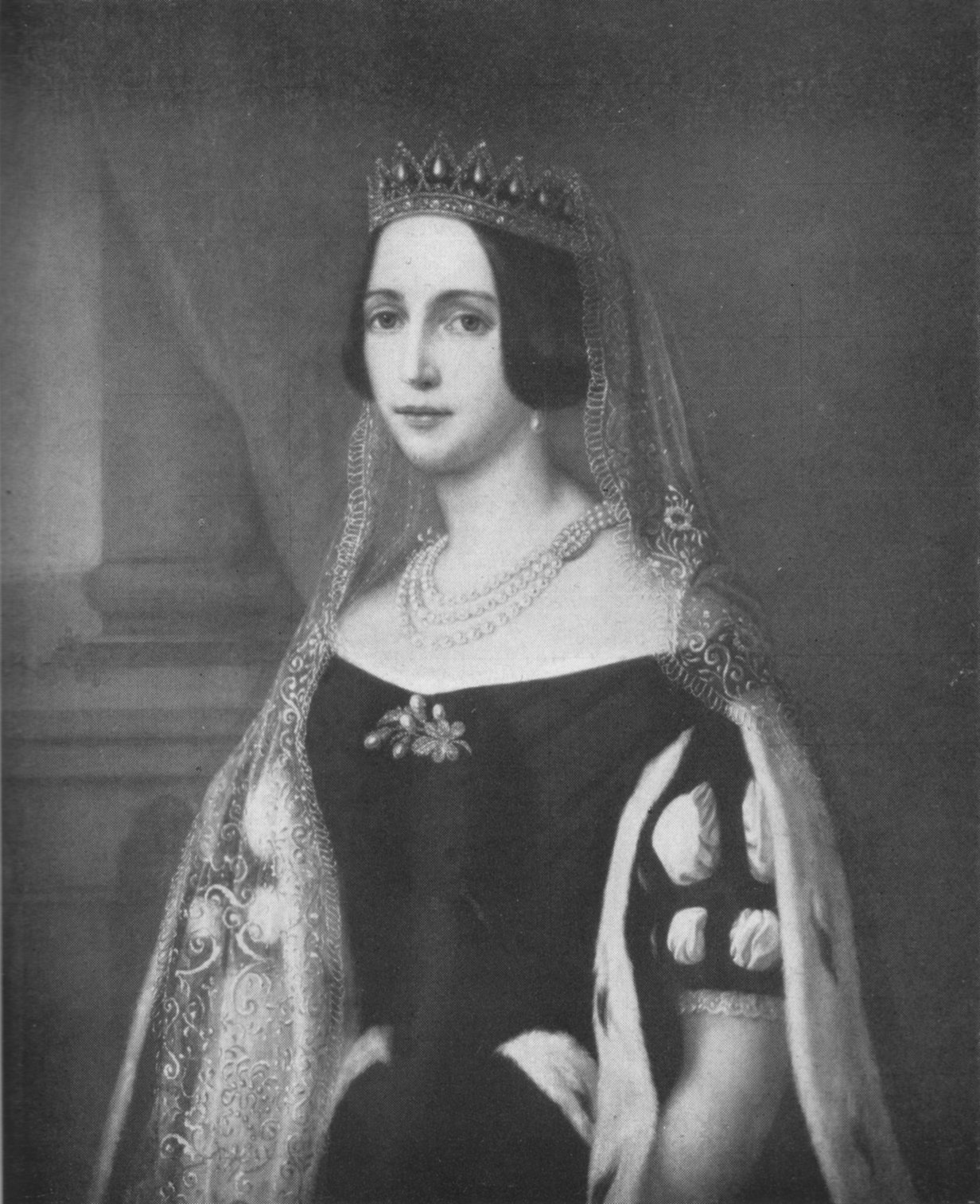
Joséphine de Leuchtenberg, par Sofia Adlersparre.

Sofia Adolfina Adlersparre (6 mars 1808 - 23 mars 1862) est une artiste peintre suédoise.

## Biographie
Elle est la fille d'un noble luthérien, Axel Adlersparre, gouverneur de Öland, et de Caroline von Arbin, elle affiche un talent pour la peinture dès son enfance. Lorsque l'artiste Carl Ferdinand Pedersen (sv) (1803 - 1875) après avoir fait naufrage, sur la côte, près de chez elle[pas clair], il lui enseigna les premiers rudiments de la peinture, et lorsque sa famille déménagea à Stockholm en 1830, elle suivit l'enseignement d'autres artistes tels que Carl Gustaf Qvarnström (1810 - 1867), Johan Gustaf Sandberg (sv) (1782 - 1854) et Olof Johan Södermark (sv) (1790-1848).
Elle commence sa carrière en 1836 lorsque la princesse de la Couronne, Joséphine de Leuchtenberg (1807 - 1876), la future reine de Suède, lui commande un portrait d'elle et lui présente ensuite des contacts utiles.
Sophie Adlersparre fait plusieurs voyages afin d'étudier l'art à l'étranger, en l'Allemagne, en Italie et en France. En 1839-1840, elle étudie avec Léon Cogniet à Paris, où elle rencontre Carl Wahlbom (sv) (1810 - 1858) et Per Wickenberg (1812 - 1846). Quand elle revient en Suède, elle ouvre son école de dessin, dont Amalia Lindegren (1814–1891) figurait parmi ses élèves.
En 1845, la reine finance ses études poursuivies à Paris; en 1845-1846, elle étudie à Dresde, où elle a été inspirée par Johan Christian Dahl et Caspar David Friedrich et copie des peintures anciennes, et de 1851 à 1855 elle reçoit le soutien de l'État pour étudier à Munich, Bologne, Florence et Rome. À Rome, elle est membre de la société des artistes suédois et prend contact avec la société des artistes allemands et le mouvement Nazaréen dirigé par Johann Friedrich Overbeck. Elle s'est également converti au catholicisme et peint le pape Pie IX. Ses peintures reflètent le courant stylistique romantique de l'époque, même si elle a été beaucoup influencée par l'artiste de la Renaissance Raphaël.
En 1855, Sophie Adlersparre retourne en Suède lors d'un voyage, et ses œuvres furent exposées au palais royal de Stockholm.
En 1862, elle revient de façon permanente en Suède et il lui est accordé une pension de la pensionsförening Litteratörernas och Artisternas. Elle est morte peu après avoir reçu son premier versement. La même année, la femme de son frère, le féministe Sophie Adlersparre, exige que les femmes soient en mesure d'étudier l'art à l'Académie royale suédoise des Arts dans les mêmes conditions que les hommes. Cette demande a été satisfaite en 1864.

## Sources
- Carin Österberg et al., Svenska kvinnor: föregångare, nyskapare. Lund: Signum 1990.  (ISBN 91-87896-03-6)
- Wilhelmina Stålberg & P. G. Berg. Anteckningar om svenska qvinnor 1864-1866